# ايمانويل بروير
ايمانويل بروير (بالهولندية: Emanuel Brouwer)‏ هو لاعب جمباز فني هولندي، ولد في 25 أغسطس 1881، وتوفي في 6 يوليو 1954.

## وصلات خارجية
- ايمانويل بروير على موقع أوليمبيديا (الإنجليزية)